# Бојан Богдановић (кошаркаш)
Бојан Богдановић (Мостар, 18. април 1989) бивши је хрватски кошаркаш. Играо је на позицијама бека и крила.

## Каријера
Богдановић је каријеру почео у екипи Зрињског из родног Мостара. Године 2005. потписује петогодишњи уговор са Реал Мадридом, али остаје на једногодишњој позајмици у Зрињском. Од 2006. до 2008. је наступао у другом тиму Реала, да би за сезону 2008/09. био позајмљен екипи Мурсије. Ипак, у јануару 2009. се враћа у Реал, где остаје до краја сезоне, али са малом минутажом. У лето 2009. је раскинуо уговор са Реалом.
У августу 2009. потписује четворогодишњи уговор са екипом Цибоне. Са њима остаје наредне две сезоне и за то време осваја хрватско првенство 2010. године. У јуну 2011. је потписао уговор са Фенербахче Улкером. На НБА драфту 2011. је одабран као 31. пик од стране Мајами хита, али је касније трејдом завршио у Нетсима. У екипи Фенербахчеа остаје до 2014. године, и за то време осваја по једно турско првенство и куп. 
У јулу 2014. је потписао трогодишњи уговор са Бруклин нетсима. У марту 2016. постигао је 44 поена на мечу против Филаделфије и тако изједначио рекорд неког хрватског кошаркаша у НБА, пошто је толико убацио и Дражен Петровић. Богдановић је био члан Бруклина до фебруара 2017. када је трејдован. У дресу Бруклина је у две и по сезоне одиграо 212 утакмица, у почетној петорци био 121 пут а просечно је постизао 11,2 поена. У сезони 2016/17. је одиграо 55 утакмица за Нетсе, а само једном није био стартер. У тој сезони је имао најбоље просеке до тада, бележио је 14,2 поена по утакмици али су Нетси у том моменту имали најгори скор у целој лиги – девет победа и 39 пораза. Богдановић је 22. фебруара 2017. трејдован у Вашингтон визардсе.

## Репрезентација
Након што је прошао све млађе селекције Хрватске, од 2010. године је члан сениорског тима. Са њима је наступао на Светским првенствима 2010. и 2014, на Европским првенствима 2011, 2013, 2015. и 2017. и на Олимпијским играма у Рију 2016. године.

## Успеси

### Клупски
- Цибона:
  - Првенство Хрватске (1): 2009/10.

- Фенербахче Улкер:
  - Првенство Турске (1): 2013/14.
  - Куп Турске (1): 2013.
  - Куп Председника (1): 2013.

### Појединачни
- Идеални тим новајлија НБА — друга постава: 2014/15.